# رامی حمدالله
رامی حمدالله (متولد ۱۹۵۸ در کرانه باختری)، سیاست‌مدار و استاد دانشگاه فلسطینی است. وی در سال ۲۰۱۴ در پی توافق جنبش فتح و حماس به عنوان نخست‌وزیر حکومت وفاق میهنی فلسطین تعیین شد.
حمدالله دارای دکترای زبان‌شناسی از دانشگاه لانکستر انگلیس است. او از سال ۱۹۹۲ به عنوان مدرس زبان انگلیسی به استخدام دانشگاه النجاح در شهر نابلس درآمد و در سال ۱۹۹۸ به عنوان رئیس این دانشگاه انتخاب شد.